# Brazilian Journal of Biological Sciences
O Brazilian Journal of Biological Sciences é uma publicação científica de edição eletrônica com o objetivo de fornecer uma plataforma para os cientistas e acadêmicos de todo o mundo para promover, compartilhar e discutir várias novas questões e desenvolvimentos em diferentes áreas de Ciências Biológicas e áreas afins.
Todos os artigos publicados pela revista estão livre e permanentemente acessíveis on-line imediatamente após sua publicação, sem taxas de assinatura ou barreiras de registro.
Os temas abrangidos pela Brazilian Journal of Biological Sciences são:
- Acarologia
- Anatomia
- Aracnologia
- Bioenergia
- Bioengenharia
- Bioestatística
- Biofísica
- Biogeografia
- Bioinformática
- Biologia Ambiental
- Biologia Celular
- Biologia Cognitiva
- Biologia Comparativa
- Biologia da Conservação
- Biologia de Populações
- Biologia do Desenvolvimento
- Biologia Educacional
- Biologia Estrutural
- Biologia Geral
- Biologia Integrativa
- Biologia Marinha
- Biologia Molecular
- Biologia Quântica
- Biologia Sintética
- Biomatemática
- Biomecânica
- Biomedicina
- Bionomia
- Bioquímica
- Biosemiótica
- Biotecnologia
- Botânica
- Carcinologia
- Código Internacional de Nomenclatura para os Organismos Vivos
- Conquiliologia
- Criobiologia
- Cronobiologia
- Desertificação
- Ecofisiologia
- Ecologia
- Educação Ambiental
- Embriologia
- Entomologia
- Epigenética
- Etnobiologia
- Etologia
- Evolução
- Exobiologia
- Farmacologia
- Ficologia
- Fisiologia
- Fisiologia Vegetal
- Fitopatologia
- Fotobiologia
- Genética
- Gerontologia
- Hematologia
- Herpetologia
- Histologia
- História da Biologia
- Icnologia
- Ictiologia
- Imunologia
- Limnologia
- Mastologia
- Micologia
- Microbiologia
- Mirmecologia
- Modelagem Biológica
- Nanobiologia
- Neurobiologia
- Oceanografia
- Ornitologia
- Paleontologia
- Palinologia
- Parasitologia
- Patologia
- Pesquisa Biomédica
- Produção Animal
- Psicobiologia
- Psicologia Biológica
- Radiobiologia
- Sociobiologia
- Taxonomia
- Virologia
- Zoologia
- e outros